# パリノード
パリノード（英: palinode、仏: palinodie, パリノディ、古希: παλινῳδία, パリノーディア）とは、作者が前に詠んだ詩で表明した見解や心情を撤回する頌歌のこと。改詠詩（かいえいし）とも。

## 起源
最初にパリノードの詩を書いたと言われているのは、紀元前7世紀のステシコロスである。ステシコロスが取り消した前の詩は、トロイア戦争が起きたのはすべてヘレネー（ヘレン）の責任だという詩である。

## 語源と応用
ギリシャ語のπαλιν（再び）+ ωδη（歌）。ラテン語で同じ意味の「recant」は完全な翻訳借用（re（再び）+cant（歌う））。
「Palinode」という言葉は、さらにスコットランド低地（Scots law）の名誉毀損の主張の撤回にも使われる。

## 例
チョーサー『カンタベリー物語』の『チョーサーの撤回』がパリノードの代表的な例である。
中世の作家では、アウグスティヌス、ベーダ・ヴェネラビリス、ウェールズのジェラルド（Gerald of Wales）、ジャン・ド・マン（Jean de Meun）などがパリノードを作った。
ジェレット・バージェス（Gelett Burgess）は、その晩年、有名な自分の詩『Purple Cow』について、次のようなパリノードを書いた。
Ah, yes! I wrote the purple cow,
I’m sorry now I wrote it!
But I can tell you anyhow,
I’ll kill you if you quote it!
（大意「ああ、そうだ! 私は『Purple Cow』を書いた。今では書いたことを遺憾に思っている! それでも諸君にこうは言える。もし、諸君がそれを引用したら殺す!」）
オグデン・ナッシュ（Ogden Nash）も有名な自作の詩『Reflections on Ice-Breaking』（Candy / is dandy / But liquor /  is qucker。「キャンディはダンディだが、蒸留酒は効き目が早い」）についてのパリノードを書いた。
Nothing makes me sicker
than liquor
and candy
is too expandy
（大意「酒より私をむかつかせるものはないし、キャンディーはとてもexpandyだ」）